# حي العالم الإبري
حي العالم الإبري (باللاتينية: Sedum lineare) نوع من نباتات الزينة يتبع جنس حي العالم من الفصيلة المخلدية من صف ثنائيات الفلقة.
أوراق النبات إبرية سميكة وعصارية. موطنه الأصلي شرق آسيا. اقترح هذا النبات لتزيين أسطح البنايات في شنغهاي نظراً لتحمله للجفاف والبرد ولطبيعة جذره غير المتعمقة.